# Šiwat
Šiwat (Nominativ: Šiwaz  „Tag“) war ein hethitischer Gott, der den Tag verkörperte. Er wurde auch mit dem Sumerogramm dUD „Gottheit Tag“ oder häufiger dUD.SIG5 „Gottheit günstiger Tag“ geschrieben, letzteres war offensichtlich ein Euphemismus für den Todestag; dies wird bestätigt durch hethitische Kulthandlungen.
Šiwat beziehungsweise der „günstige Tag“ wurde bei Bestattungsritualen zusammen mit der „Seele des Verstorbenen“, den Ahnen (hethitisch ḫuḫḫeš ḫanneš, also „Großväter-Großmütter“) angerufen. Im Kult der Göttin Ḫuwaššanna wird er zusammen mit den Schicksalsgöttinnen Gulšeš und mit Ḫarištašši angerufen. Letztere gehört zu den Haus- und Familiengottheiten, so dass eine kultische Verbindung von Geburt, Schicksal und Todestag vorliegt. In der Stadt Tauriša wird der „günstige Tag“ zusammen mit dem „kleinen Ort“, wohl ein Ausdruck für das Grab, und dem „Zeitpunkt der Abtrennung“, die Todesstunde, angerufen.
In hattischem Umfeld entspricht ihm Izzištanu, eine Wortbildung aus hattisch izzu („günstig, gütig“) und eštan („Sonne, Tag“).